# René Arcos
René Nibaldo Arcos Levi (Puerto Montt, 12 de febrero de 1964-Santiago, 26 de mayo de 2011) fue un guionista y escritor chileno.

## Biografía
Nacido el día del cumpleaños de su padre, es hijo de Leandro Arcos, «de quien heredó el gusto por los libros y las películas».

## Vida profesional
Es Licenciado en Letras de la Universidad Austral de Valdivia (1984-1988). Ha realizado además estudios en materias como pedagogía en castellano, montaje escénico, realización cinematográfica, guiones de cine y televisión.
Durante 1991 y 1992 formó parte del taller de guiones que dictaba el escritor Antonio Skármeta en el Goethe Institut.
Ha realizado diversas publicaciones: el libro de cuentos "Cuento aparte", de Editorial Planeta, Colección Biblioteca del Sur (1994); publicó también el cuento "El otro" en la antología "Honrarás a tu padre", Planeta (1998) y el relato "Lobo" en la antología "Líneas aéreas" de la Editorial Lengua de Trapo de Madrid, España (1999). Fue coguionista de los largometrajes Historias de fútbol y La fiebre del loco, ambos dirigidos por Andrés Wood. También escribió los guiones de los cortometrajes Pelea de fondo (1993) y Asuntos pendientes (1994).
En televisión, escribió los guiones de las teleseries La Fiera (1999), Romané (2000) y Amores de Mercado (2001).
Dentro de las distinciones que ha obtenido destacan el Primer Premio Concurso de Cuentos de El Mercurio (1994) por su obra "El otro, el mismo" y con el guion "La Fiebre del loco" fue finalista del Concurso Sundance. Además, en 1999 obtuvo el Primer Premio al Mejor Guion Inédito de La Habana, Cuba por la misma película.
Además, ejerció como profesor en la Facultad de Comunicaciones de la Pontificia Universidad Católica de Chile.
Falleció a causa de un derrame en la vesícula, el 26 de mayo de 2011.
De manera póstuma sus cuentos fueron incluidos en la publicación "Cuestión de tiempo" (2013), donde también aparecen algunas de las ilustraciones y bocetos que dan cuenta de su interés por el dibujo.

## Obra

### Narrativa
- 1994: "Cuento aparte".
- 1995: "Apartamento piloto" en "Bajo Techo: Antología de cuentos chilenos contemporáneos".
- 1998: "El otro" en "Honrarás a tu padre".
- 1999: "Lobo" en "Líneas aéreas".
- 2001: "Después de todo".
- 2002: "Cosas se parecen a lo que son" en "A corazón abierto: geografía literaria de la homosexualidad en Chile".
- 2003: "Departamento piloto" en MP3 / Santiago de Chile: Editorial Andrés Bello.
- 2011: "Ya no hacen buenas películas de cowboys" en "Cuentometrajes".
- 2013: "Cuestión de tiempo" (obra póstuma)

### Colaboraciones y Adaptaciones de Teleseries
- Eclipse de Luna (Canal 13, 1997)
- La Fiera (TVN, 1999)
- Romané (TVN, 2000)
- Amores de Mercado (TVN, 2001)
- Purasangre (TVN, 2002)
- Pecadores (TVN, 2003)
- Destinos Cruzados (TVN, 2004)
- Lola (Canal 13, 2007-2008)
- Cuenta Conmigo (Canal 13, 2009)

### Guion de Cine
- 1994: Cortometraje Pelea de fondo
- 1997: Historias de fútbol ("Pasión de multitudes")
- 2001: La fiebre del loco

## Premios
- 1994 Primer Premio Concurso de Cuentos de El Mercurio por "El otro, el mismo".
- 1995 Por "Cuento aparte": Mención honrosa en el Premio Municipal de Literatura[8] de Santiago.[9]
- 2001 Mejor Guion Festival Internacional de Nuevo Cine latinoamericano de La Habana, Cuba.